# VERMILLION
VERMILLION是B ZONE（前稱Being）旗下的經紀公司為B'z的個人經紀公司。
於1990年11月16日以本公司前身B'z的個人經紀公司B.U.M成立。
專屬唱片公司是VERMILLION RECORDS。

## 所屬藝人
- B'z
  - 松本孝弘
  - 稻葉浩志

## 腳註

### 出典
1. ↑  . ROOMS RECORDS. 1998-09-20. 『B'z The Best "Treasure"』初回特典
2. ↑  . CDJournal.com. シーディージャーナル.   [2020-08-19].